# وغین‌زای
واقینزوف (به لاتین: Waghinzoy) یک منطقهٔ مسکونی در تاجیکستان است که در ولایت سغد واقع شده‌است.

## خصوصیات
واقینزوف ۱۵ نفر جمعیت دارد.